# Сиди-Беннур (провинция)
Сиди Беннур — провинция в регионе Касабланка — Сеттат, Марокко. В 2014 году население области составляло 452 448 человек.